# Ingeborg Drewitz
Ingeborg Drewitz, születési nevén Ingeborg Neubert (Berlin, 1923. január 10. – Berlin, 1986. november 26.) német író, egyetemi oktató. Műveiben „nagy társadalmi keresztmetszeteket készített”.

## Élete és pályafutása
1941-ben végzett a Königin-Luise-Schule középiskolában érettségizett, majd a Friedrich-Wilhelm Egyetemen (ma Humboldt Egyetem) szerzett diplomát német irodalom, történelem és filozófia szakon. Disszertációját Erwin Guido Kolbenheyer költő munkásságáról írta Die dichterische Darstellung ethischer Probleme im Werke Erwin Guido Kolbenheyers címmel.
1973 és 1980 között a Szabad Berlini Egyetem Zsurnalisztikai Intézetében oktatott.
1955-ben jelent meg Alle Tore waren bewacht című drámája. Ez volt az első olyan német színmű, amely a koncentrációs táborok állapotaival foglalkozott.
Gestern war heute: Hundert Jahre Gegenwart című regénye kötelező olvasmány Baden-Württemberg középiskoláiban a 12. évfolyamban. A regény nők életét követi nyomon a 20. században három generáción keresztül.

## Művei

### Regények
- Der Anstoß. Bremen: Schünemann 1958
- Das Karussell. Göttingen: Sachse & Pohl 1969
- Oktoberlicht oder Ein Tag im Herbst. München: Nymphenburger 1969
- Wer verteidigt Katrin Lambert? Stuttgart: Werner Gebühr 1974
- Das Hochhaus. Stuttgart: Werner Gebühr 1975
- Gestern war heute: Hundert Jahre Gegenwart 1978
- Eis auf der Elbe. Tagebuchroman. Düsseldorf: Claassen 1982
- Eingeschlossen. Düsseldorf: Claassen 1986. NA: München: Goldmann TB 1988

magyarul megjelent
- Jég az Elbán (Eis auf der Elbe). Magvető (1988). ISBN 9631410706; fordította: Gergely Erzsébet

### Ismeretterjesztő művek
- Die dichterische Darstellung ethischer Probleme im Werke Erwin Guido Kolbenheyers. Berlin: Univ. Diss. 1945
- Berliner Salons: Gesellschaft und Literatur zwischen Aufklärung und Industriezeitalter. Berlin: Haude & Spener, Schriftenreihe: Berlinische Reminiszenzen Bd. 7, 1965
- Leben und Werk von Adam Kuckhoff. Berlin: Friedenauer Presse, 1968
- Bettine von Arnim. Romantik – Revolution – Utopie. Biographie. Düsseldorf/Köln: Diederichs 1969 – Hildesheim: Claassen, 1992
- Zeitverdichtung: Essays, Kritiken, Portraits; gesammelt aus 2 Jahrzehnten. Wien/München/Zürich: Europaverlag, 1980
- Kurz vor 1984. Stuttgart: Radius-Verlag, 1981
- Schrittweise Erkundung der Welt. Reise-Eindrücke. Wien u.a. : Europaverlag, 1982
- Unter meiner Zeitlupe. Porträts und Panoramen. Wien u.a. : Europaverlag, 1984
- Junge Menschen messen ihre Erwartungen aus, und die Messlatten stimmen nicht mehr – die Herausforderung: Tod. Stuttgart: Radius-Verlag, 1986

## Fordítás
- Ez a szócikk részben vagy egészben  az   Ingeborg Drewitz című angol Wikipédia-szócikk fordításán alapul.  Az eredeti cikk szerkesztőit annak laptörténete sorolja fel. Ez a jelzés csupán a megfogalmazás eredetét és a szerzői jogokat jelzi, nem szolgál a cikkben szereplő információk forrásmegjelöléseként.